# Laika (raza)

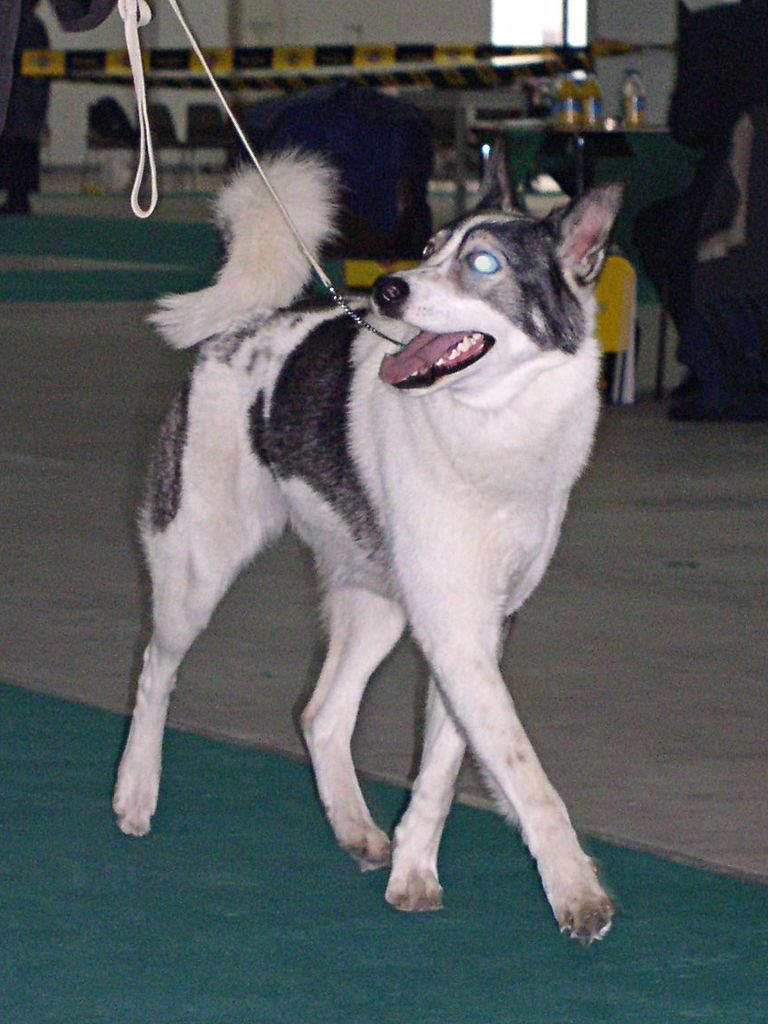
Laika de Siberia Oriental en una exhibición canina en Polonia.

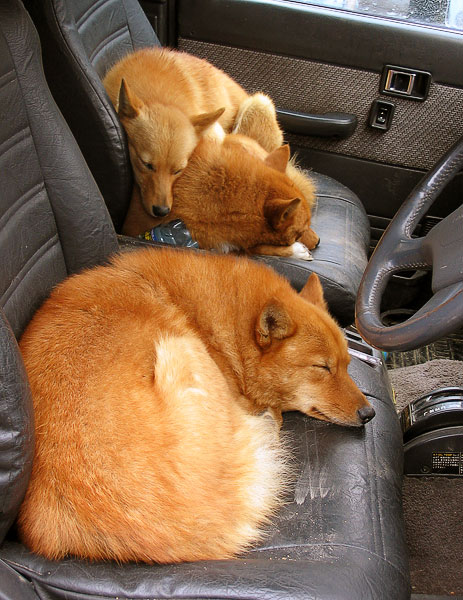
Laikas karelo fineses durmiendo en un coche tras una cacería.

Laika (del ruso Лайка) es el nombre genérico para varias razas de perros de caza del norte de Rusia y de la región de Siberia, entre las que están el Laika de Karelia (o Karelo-Finés), el Laika Ruso-Europeo,el Laika de Siberia Occidental, el Laika de Siberia Oriental y el Laika de Yakutia. A esta raza pertenecía "Kudryavka", una perra callejera de Moscú que fue debidamente entrenada y se convirtió en el primer ser vivo en ser enviado al espacio (1957) en la nave rusa Sputnik 2; el nombre de esta perrita se convirtió también en el nombre de la raza al que pertenecía.